# Бронепалубни крайцери тип „Катине“
Катине (на френски: Catinat) са серия бронепалубни крайцери от 2-ри ранг на Националните военноморски сили на Франция, построена през 1890-те години на 19 век. Проектът е модификация на крайцерите от типа „Декарт“ с променена схема на разполагане на въоръжението. Всичко от проекта са построени 2 единици: „Катине“ (на френски: Catinat) и „Проте“ (на френски: Protet). Предназначени са за колониална служба.

## Конструкция

### Корпус
Крайцерите тип „Катине“ имат типичен за френските кораби от онова време корпус – с много дълъг таран във формата на плуг. Бордовете са завалени навътре, за да се подобрят секторите на обстрел на оръдията по бордовете, а артилерията на главния калибър е поместена в спонсони. Устойчивостта на корабите е недостатъчна, поради което в трюмовете им е поставян баласт.

### Въоръжение
Основното въоръжение на крайцерите тип „Катине“ са скорострелни оръдия калибър 164 mm, за разлика от „Декарт“ техните спонсони са преместени към кърмата. Оръдията образец 1891/1893 г. стрелят със снаряди тежащи 44,9 kg, с начална скорост от 799 m/s. Крайцерите също носят до 50 мини с възможност за поставяне с помощта на минни релси, вървящи по кърмовата част на палубата.

## История на службата
- „Катине“ е заложен през февруари 1894 г., на стапелите на Forges et Chantiers de la Mediterranee в Ла Сен, спуснат на вода на 8 октомври 1896 г., в строй от 1898 г. Отписан и предаден за скрап 1911 г.
- „Проте“ е заложен през март 1896 г., на стапелите на Societe Chantiers de la Gironde в Бордо, спуснат на вода на 6 юли 1898 г., в строй от февруари 1899 г. Отписан и предаден за скрап 1910 г.[2]